# Réaction de Bosch
 (juin 2022).
Si vous disposez d'ouvrages ou d'articles de référence ou si vous connaissez des sites web de qualité traitant du thème abordé ici, merci de compléter l'article en donnant les références utiles à sa vérifiabilité et en les liant à la section « Notes et références ».
La réaction de Bosch est une réaction chimique qui a lieu entre le dioxyde de carbone et le dihydrogène ; les produits sont le carbone (graphite), l'eau et la chaleur.

## Équation chimique générale
L'équation chimique est :
CO2(g) + 2 H2(g) → C(s) + 2 H2O(l).
Cependant, la réaction précédente est le résultat de deux réactions, la première étant :
CO2 + H2 → CO + H2O,
la seconde étant :
CO + H2 → C + H2O.
La réaction produit 2,3 × 103 J pour chaque gramme de CO2, à 650 °C.
Les températures de la réaction se situent entre 450 °C et 600 °C.

## Catalyse
La réaction peut être accélérée en présence de fer, cobalt, nickel ou encore de ruthénium.

## Utilité
La réaction de Bosch, tout comme la réaction de Sabatier, est étudiée par exemple pour :
- éliminer du dioxyde de carbone et générer de l'eau propre à bord d'une station spatiale ;
- parvenir à la terraformation d'une planète.